# Последице (филм из 2021)
Последице (енгл. The Fallout) амерички је тинејџерско-драмски филм из 2021. године. Сценаристкиња и редитељка филма је Меган Парк у свом редитељском дебију. Главну улогу глуми Џена Ортега као Вејда Кавел, средњошколка која пролази кроз значајну емоционалну трауму након пуцњаве у школи. Споредне улоге глуме Меди Зиглер, Џули Боуен, Џон Ортиз, Најлс Фич, Вил Роп и Шејлин Вудли. Музику је компоновао амерички музичар и глумац, Финијас О’Конел.
Премијера филма била је 17. марта 2021. на фестивалу South by Southwest, а 27. јануара 2022. је објављен на HBO Max-у. Филм је у Србији објављен 8. марта 2022. на HBO Max-у. Добио је похвале критичара, који су посебно похвалили режију, сценарио и О’Конелову музику, као и изведбу Ортегове.

## Радња
Средњошколка Вејда одлази у тоалет усред часа након што је млађа сестра Амелија назове када добије прву менструацију. Док је у тоалету, догоди се пуцњава у школи, а Вејда се крије у кабини са Мијом, плесачицом, и Квинтоном, чији је брат убијен у пуцњави. Након инцидента, Вејдина траума узрокује депресију и изолацију од породице. Она се такође повлачи од свог најбољег пријатеља Ника, пошто је не интересује активизам око контроле оружја на који се он фокусира. Уместо тога, она се зближава са Мијом и почиње да проводи све више времена у њеној кући.
По наговру својих родитеља, Вејда иде на терапију и враћа се у школу, али се плаши док је тамо. Не може се натерати да уђе у туалет у којем се сакрила, након чега се упишки у панталоне када чује звук гњечења лименке. Да би се изборила са стресом, она узима екстази, што доводи до тога да Ник мора да јој помогне да преброди насталу напетост. Након још једне ноћи пијења, Вејда и Мија се љубе и имају секс. Она и Ник се свађају око њених лоших механизама суочавања, што је Вејда испричала Квинтону, а затим покушала да га пољуби. Квинтон је нежно одбија, јер још није емотивно спреман за везу. Она се још више повлачи од своје породице и пријатеља, укључујући Мију.
Касније, Амелија признаје Вејди да је претпоставила да јој је Вејда замерила због телефонског позива који ју је довео у већу опасност. Вејда је уверава да није тако и њих две се помире. Вејда се поново емотивно повезује са оба своја родитеља и мири се са Мијом, при чему се њих две слажу да наставе као пријатељице. До своје следеће терапије, Вејда је направила истински напредак у помирењу са оним што се догодило, иако признаје да се она и Ник можда неће помирити.
Вејда чека Мију испред зграде где има час плеса. Она добија обавештење о још једној пуцњави у школи негде другде у земљи и има напад панике.

## Улоге
| Глумац       | Улога           |
| ------------ | --------------- |
| Џена Ортега  | Вејда Кавел     |
| Меди Зиглер  | Мија Рид        |
| Најлс Фич    | Квинтон Хасланд |
| Вил Роп      | Ник Фајнштајн   |
| Луми Полак   | Амелија Кавел   |
| Џон Ортиз    | Карлос Кавел    |
| Џули Боуен   | Патриша Кавел   |
| Шејлин Вудли | Ана             |
| Кристин Хорн | гђа Виктор      |
| Остин Зајур  | Ден Бонавер     |
| Јиндра Зајас | Меган           |